# Hockey su ghiaccio ai XVI Giochi olimpici invernali

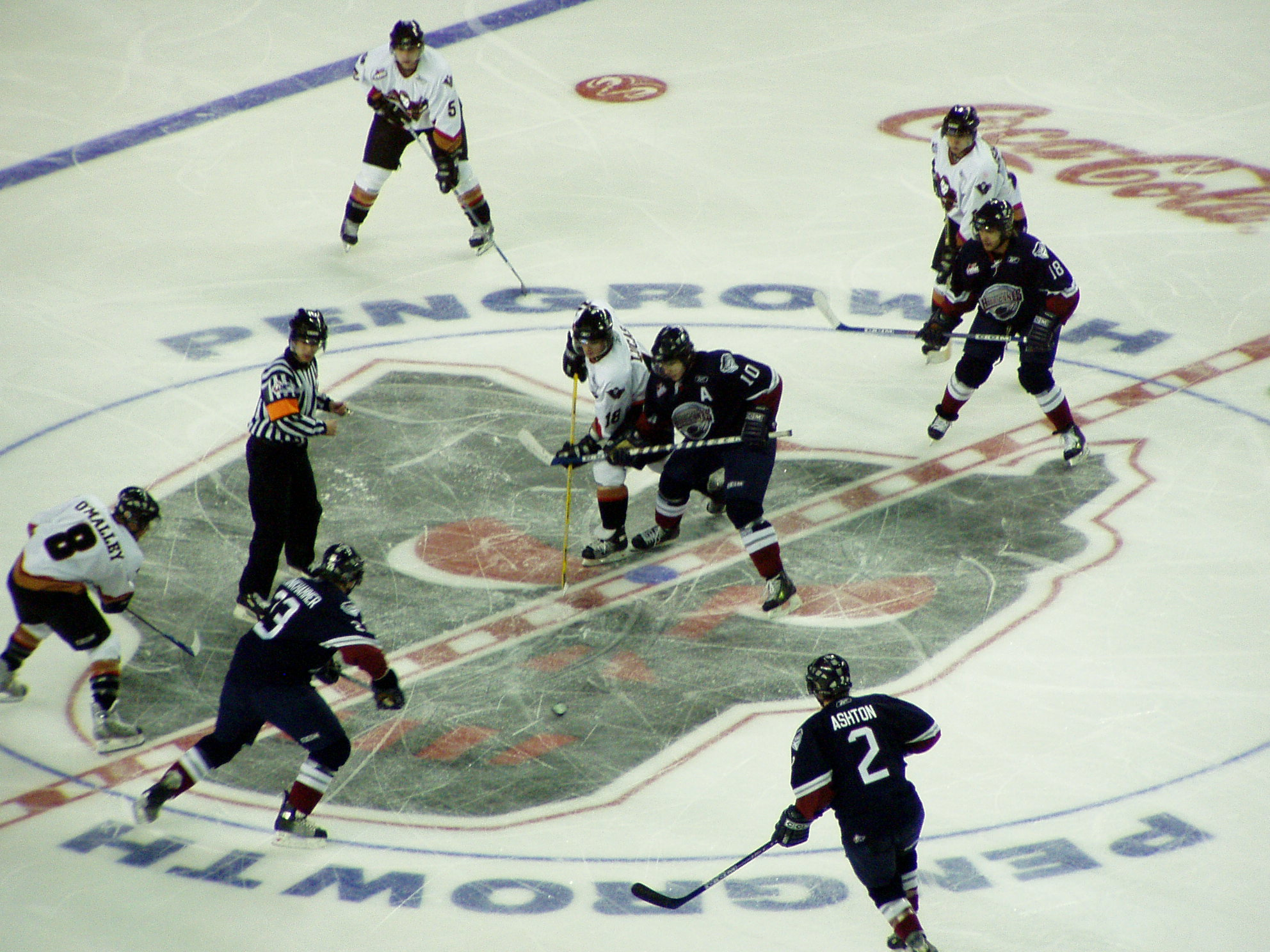
Hockey su ghiaccio

Il torneo di hockey su ghiaccio dei XVI Giochi olimpici invernali di Albertville (Francia) si svolse dall'8 al 23 febbraio 1992. Vi presero parte 12 squadre nazionali: la Francia padrone di casa, le otto squadre del gruppo A e le prime due del gruppo B dei mondiali di hockey del 1991 e la vincente di un incontro di qualificazione tra la quarta arrivata nel gruppo B (la Francia, terza, venne ammessa in quanto paese ospite) e la vincitrice del gruppo C.
Il torneo olimpico vide l'adozione di alcune innovazioni. Per la prima volta fu possibile impiegare giocatori professionisti senza limitazioni. Anche lo svolgimento del torneo venne modificato, scomparve il girone finale, al suo posto le prime quattro classificate dei due gironi eliminatori vennero promosse ai quarti di finale e diedero vita a un torneo ad eliminazione diretta. Le squadre eliminate nei gironi eliminatori si affrontarono per le posizioni dal dodicesimo al nono posto, mentre quelle eliminate nei quarti si affrontarono per le posizioni dall'ottavo al quinto.
Il torneo olimpico fu influenzato anche dagli eventi politici del periodo. Si ebbe così la partecipazione di una squadra il cui stato non esisteva più. All'inizio del 1991 l'Unione Sovietica si era disintegrata in 15 stati. Prima se ne andarono le tre repubbliche baltiche, quindi in autunno le restanti 12 repubbliche dell'URSS si distaccarono per poi riunirsi in una federazione denominata Comunità degli Stati Indipendenti (CSI). Poiché i nuovi stati non poterono mettere insieme così rapidamente delle proprie squadre, la prevista squadra sovietica partecipò alle Olimpiadi sotto il nome di Squadra Unificata. Ciò avvenne anche nell'hockey su ghiaccio.
Proprio la squadra ex-sovietica vinse la prima finale dell'hockey su ghiaccio alle Olimpiadi (fino ad allora si erano disputati dei gironi finali, e nell'unico altro caso di una finale, nel 1920, l'hockey era sport dimostrativo) sconfiggendo il Canada per 3 a 1. Per l'"Unione Sovietica" si trattava dell'ottava vittoria, mentre per il Canada era la prima medaglia olimpica dal 1968.

## Medaglie e convocazioni
| Classifica | Nazione           | Giocatori |
| ---------- | ----------------- | --- |
| 1          | Squadra Unificata | Sergei Bautin, Igor' Boldin, Nikolai Borstschevski, Vjatscheslav Buzajev, Vjačeslav Bykov, Nikolaj Chabibulin, Jurij Chmylëv, Andrej Chomutov, Evgeni Davidov, Dimitri Juschkevitsch, Darius Kasparaitis, Andrei Kovalenko, Aleksej Kovalëv, Igor' Kravčuk, Vladimir Malakhov, Dmitrij Mironov, Sergei Petrenko, Vitali Prokorov, Aleksej Žamnov, Alexei Zhitnik, Mikhail Shtalenkov, Sergej Zubov, Andrej Trefilov |
| 2          | Canada            | David Archibald, Todd Brost, Sean Burke, Kevin Dahl, Curtis Giles, David Hannan, Gordon Hynes, Fabian Joseph, Joe Juneau, Trevor Kidd, Patrick Lebeau, Chris Lindberg, Eric Lindros, Kent Manderville, Adrian Plavsic, Dan Ratushny, Sam Saint-Laurent, Bradley Schlegel, Wallace Schreiber, Randy Smith, David Tippett, Brian Tutt, Jason Woolley                                                                  |
| 3          | Cecoslovacchia    | Patrik Augusta, Petr Bříza, Jaromír Dragan, Leo Gudas, Miloslav Hořava, Petr Hrbek, Otakar Janecký, Tomáš Jelínek, Drahomír Kadlec, Kamil Kašťák, Robert Lang, Igor Liba, Ladislav Lubina, František Procházka, Petr Rosol, Bedřich Ščerban, Jiří Šlégr, Richard Šmehlík, Róbert Švehla, Oldřich Svoboda, Radek Ťoupal, Peter Veselovský, Richard Žemlička                                                          |
| 4          | Stati Uniti       | Ray LeBlanc, Scott Gordon, Greg Brown, Guy Gosselin, Bret Hedican, Dave Tretowicz, Sean Hill, Scott Lachance, Moe Mantha, Scott Young, Shawn McEachern, Joe Sacco, Clark Donatelli, C. J. Young, Tim Sweeney, Steve Heinze, Ted Donato, Marty McInnis, Jim Johannson, Ted Drury, Keith Tkachuk, David Emma |
| 5          | Svezia            | Roger Nordström, Tommy Söderström, Tommy Sjödin, Peter Andersson, Peter Andersson, Börje Salming, Kenneth Kennholt, Fredrik Stillman, Petri Liimatainen, Håkan Loob, Thomas Rundqvist, Mats Näslund, Lars Edström, Bengt-Åke Gustafsson, Patrik Carnbäck, Jan Viktorsson, Charles Berglund, Mikael Johansson, Peter Ottosson, Patrik Erickson, Daniel Rydmark, Patric Kjellberg                                     |
| 6          | Germania          | Karl Friesen, Helmut de Raaf, Joseph Heiß, Mike Heidt, Udo Kießling, Rick Amann, Uli Hiemer, Mike Schmidt, Jörg Mayr, Andreas Niederberger, Ron Fischer, Michael Rumrich, Georg Holzmann, Jürgen Rumrich, Bernd Truntschka, Gerd Truntschka, Dieter Hegen, Ernst Köpf, Peter Draisaitl, Andreas Brockmann, Raimund Hilger, Thomas Brandl, Axel Kammerer                                                             |
| 7          | Finlandia         | Jukka Tammi, Markus Ketterer, Sakari Lindfors, Timo Jutila, Kari Eloranta, Ville Sirén, Arto Ruotanen, Simo Saarinen, Timo Blomqvist, Janne Laukkanen, Harri Laurila, Teemu Selänne, Hannu Järvenpää, Mika Nieminen, Mikko Mäkelä, Petri Skriko, Pekka Tuomisto, Jari Lindroos, Raimo Helminen, Raimo Summanen, Keijo Säilynoja, Timo Saarikoski, Timo Peltomaa                                                     |
| 8          | Francia           | Petri Ylönen, Jean-Marc Djian, Fabrice Lhenry, Serge Poudrier, Stéphane Botteri, Denis Perez, Bruno Saunier, Michel LeBlanc, Jean-Philippe Lemoine, Gérald Guennelon, Christophe Ville, Stéphane Barin, Peter Almásy, Philippe Bozon, Patrick Dunn, Benoît Laporte, Antoine Richer, Arnaud Briand, Yves Crettenand, Christian Pouget, Pierre Pousse, Michaël Babin, Pascal Margerit                                 |
| 9          | Norvegia          | Steve Allman, Jim Marthinsen, Rob Schistad, Petter Salsten, Jon-Magne Karlstad, Tommy Jakobsen, Morgan Andersen, Martin Friis, Jan-Roar Fagerli, Kim Søgaard, Marius Rath, Ole Eskild Dahlstrøm, Geir Hoff, Eirik Paulsen, Tom Johansen, Petter Thoresen, Erik Kristiansen, Carl Gunnar Gundersen, Ørjan Løvdal, Jarle Friis, Arne Billkvam, Rune Gulliksen, Øystein Olsen                                          |
| 10         | Svizzera          | Reto Pavoni, Manuele Celio, Renato Tosio, Samuel Balmer, Sandro Bertaggia, Sven Leuenberger, Patrice Brasey, Doug Honegger, Dino Kessler, Andreas Beutler, André Künzi, Jörg Eberle, Fredy Lüthi, Andy Ton, Patrick Howald, Gil Montandon, Thomas Vrabec, Mario Brodmann, Mario Rottaris, Keith Fair, André Rötheli, Peter Jaks                                                                                     |
| 11         | Polonia           | Gabriel Samolej, Marek Batkiewicz, Mariusz Kieca, Kazimierz Jurek, Henryk Gruth, Rafał Sroka, Robert Szopiński, Dariusz Garbocz, Marek Cholewa, Jerzy Sobera, Andrzej Kądziołka, Krzysztof Kuźniecow, Andrzej Świstak, Mariusz Puzio, Janusz Hajnos, Mirosław Tomasik, Waldemar Klisiak, Dariusz Platek, Janusz Adamiec, Krzysztof Bujar, Mariusz Czerkawski, Wojciech Tkacz, Sławomir Wieloch                      |
| 12         | Italia            | David Delfino, Diego Riva, Mike Zanier, Jim Camazzola, Anthony Circelli, Georg Comploi, Mike DeAngelis, Bob Manno, Giovanni Marchetti, Robert Oberrauch, Bill Stewart, Joe Foglietta, Bob Ginnetti, Emilio Iovio, Rick Morocco, Frank Nigro, Santino Pellegrino, Marco Scapinello, Martino Soracreppa, Lucio Topatigh, John Vecchiarelli, Ivano Zanatta, Bruno Zarrillo                                             |

## Qualificazioni al torneo olimpico
| 14 aprile 1991 |           |                                |
| Danimarca      | Polonia   | 4:6 (0:5,2:1,2:0) a Copenaghen |
| 16 aprile 1991 |           |                                |
| Polonia        | Danimarca | 9:5 (4:2,2:2,3:1) a Oswiecim   |

La Polonia si qualifica per il torneo olimpico

## Torneo olimpico maschile

### Girone preliminare

#### Gruppo A
| 9 febbraio 1992  |             |                   |
| Svezia           | Polonia     | 7:2 (2:1,3:0,2:1) |
| Finlandia        | Germania    | 5:1 (1:0,2:0,2:1) |
| Stati Uniti      | Italia      | 6:3 (2:1,0:2,4:0) |
| 11 febbraio 1992 |             |                   |
| Finlandia        | Polonia     | 9:1 (4:0,1:0,4:1) |
| Stati Uniti      | Germania    | 2:0 (0:0,1:0,1:0) |
| Svezia           | Italia      | 7:3 (2:0,4:1,1:2) |
| 13 febbraio 1992 |             |                   |
| Italia           | Polonia     | 7:1 (5:1,1:0,1:0) |
| Stati Uniti      | Finlandia   | 4:1 (1:0,1:1,2:0) |
| Svezia           | Germania    | 3:1 (3:1,0:0,0:0) |
| 15 febbraio 1992 |             |                   |
| Germania         | Italia      | 5:2 (2:0,0:2,3:0) |
| Svezia           | Finlandia   | 2:2 (1:0,0:1,1:1) |
| Stati Uniti      | Polonia     | 3:0 (0:0,2:0,1:0) |
| 17 febbraio 1992 |             |                   |
| Germania         | Polonia     | 4:0 (1:0,1:0,2:0) |
| Finlandia        | Italia      | 5:3 (3:0,0:1,2:2) |
| Svezia           | Stati Uniti | 3:3 (0:1,0:1,3:1) |

Classifica
| Pos. | Squadra     | G | V | N | P | Gf | Gs | Diff. | Punti |
| 1    | Stati Uniti | 5 | 4 | 1 | 0 | 18 | 7  | +11   | 9     |
| 2    | Svezia      | 5 | 3 | 2 | 0 | 22 | 11 | +11   | 8     |
| 3    | Finlandia   | 5 | 3 | 1 | 1 | 22 | 11 | +11   | 7     |
| 4    | Germania    | 5 | 2 | 0 | 3 | 11 | 12 | -1    | 4     |
| 5    | Italia      | 5 | 1 | 0 | 4 | 18 | 24 | -6    | 2     |
| 5    | Polonia     | 5 | 0 | 0 | 5 | 4  | 30 | -26   | 0     |

#### Gruppo B
| 8 febbraio 1992   |                   |                    |
| Francia           | Canada            | 2:3 (1:1,0:2,1:0)  |
| Cecoslovacchia    | Norvegia          | 10:1 (4:0,5:1,1:0) |
| Squadra Unificata | Svizzera          | 8:1 (3:0,3:0,2:1)  |
| 10 febbraio 1992  |                   |                    |
| Squadra Unificata | Norvegia          | 8:1 (3:0,2:0,3:1)  |
| Francia           | Cecoslovacchia    | 4:6 (2:0,1:4,1:2)  |
| Canada            | Svizzera          | 6:1 (1:0,4:0,1:1)  |
| 12 febbraio 1992  |                   |                    |
| Canada            | Norvegia          | 10:0 (3:0,3:0,4:0) |
| Francia           | Svizzera          | 4:3 (1:2,2:1,1:0)  |
| Squadra Unificata | Cecoslovacchia    | 3:4 (1:2,1:0,1:2)  |
| 14 febbraio 1992  |                   |                    |
| Francia           | Squadra Unificata | 0:8 (0:2,0:4,0:2)  |
| Svizzera          | Norvegia          | 6:3 (0:1,1:1,5:1)  |
| Canada            | Cecoslovacchia    | 5:1 (1:0,2:1,2:0)  |
| 16 febbraio 1992  |                   |                    |
| Francia           | Norvegia          | 4:2 (1:0,0:0,3:2)  |
| Cecoslovacchia    | Svizzera          | 4:2 (1:1,1:1,2:0)  |
| Squadra Unificata | Canada            | 5:4 (3:2,1:0,1:2)  |

Classifica
| Pos. | Squadra           | G | V | N | P | Gf | Gs | Diff. | Punti |
| 1    | Canada            | 5 | 4 | 0 | 1 | 28 | 9  | +19   | 8     |
| 2    | Squadra Unificata | 5 | 4 | 0 | 1 | 32 | 10 | +22   | 8     |
| 3    | Cecoslovacchia    | 5 | 4 | 0 | 1 | 25 | 15 | +10   | 8     |
| 4    | Francia           | 5 | 2 | 0 | 3 | 14 | 22 | -8    | 4     |
| 5    | Svizzera          | 5 | 1 | 0 | 4 | 13 | 25 | -12   | 2     |
| 5    | Norvegia          | 5 | 0 | 0 | 5 | 7  | 38 | -31   | 0     |

### Partite per i piazzamenti 9-12
primo turno
| 18 febbraio 1992 |          |                   |
| Italia           | Norvegia | 3:5 (1:1,1:2,1:2) |
| 19 febbraio 1992 |          |                   |
| Svizzera         | Polonia  | 7:2 (1:0,2:2,4:0) |

Gara per l'11º posto
| 20 febbraio 1992 |         |                   |
| Italia           | Polonia | 1:4 (0:3,1:0,0:1) |

Gara per il 9º posto
| 20 febbraio 1992 |          |                   |
| Svizzera         | Norvegia | 2:5 (0:2,1:0,1:3) |

### Quarti di finale
| 10 febbraio 1992  |                |                                |
| Canada            | Germania       | 4:3 d.r. (1:2,1:0,1:1,0:0,1:0) |
| Francia           | Stati Uniti    | 1:4 (1:0,0:3,0:1)              |
| Squadra Unificata | Finlandia      | 6:1 (2:1,2:0,2:0)              |
| Svezia            | Cecoslovacchia | 1:3 (1:1,0:0,0:2)              |

### Partite per i piazzamenti 5-8
primo turno
| 20 febbraio 1992 |           |                   |
| Francia          | Germania  | 4:5 (0:1,3:3,1:1) |
| Svezia           | Finlandia | 3:2 (2:0,1:1,0:1) |

Gara per il 7º posto
| 22 febbraio 1992 |           |                   |
| Francia          | Finlandia | 1:4 (0:0,0:2,1:2) |

Gara per il 5º posto
| 22 febbraio 1992 |          |                   |
| Svezia           | Germania | 4:3 (0:2,1:0,3:1) |

### Semifinale
| 21 febbraio 1992  |                |                   |
| Canada            | Cecoslovacchia | 4:2 (2:1,0:1,2:0) |
| Squadra Unificata | Stati Uniti    | 5:2 (2:1,0:1,3:0) |

### Finale 3º/4º posto
| 22 febbraio 1992 |             |                   |
| Cecoslovacchia   | Stati Uniti | 6:1 (2:0,1:0,3:1) |

### Finale
| 23 febbraio 1992  |        |                   |
| Squadra Unificata | Canada | 3:1 (0:0,0:0,3:1) |

### Classifica finale del torneo
1. Squadra Unificata
2. Canada
3. Cecoslovacchia
4. Stati Uniti
5. Svezia
6. Germania
7. Finlandia
8. Francia
9. Norvegia
10. Svizzera
11. Polonia
12. Italia